# Odo Archambaud
Odo Archambaud bio je francuski plemić.
Odo je bio sin Agneze Sullyjske i njenog supruga, Vilima Bloiskog, koji je jure uxoris bio grof Sullyja. Vilim je bio brat engleskog kralja Stjepana. Odova braća, Rudolf i Henrik, postaše redovnici, pa je Odo, kao laik, naslijedio svoje roditelje.
Supruga lorda Oda bila je Matilda Baugencyjska te je par imao trojicu sinova. Odova djeca:
- Egidije III. Sullyjski
- Henrik Sullyjski, nadbiskup Bourgesa
- Odo Sullyjski, pariški biskup